# Béatrice de Bourbon des Deux-Siciles
Pour les articles homonymes, voir Béatrice de Bourbon (homonymie).
Béatrice Marie Caroline Louise Françoise de Bourbon des Deux-Siciles, née le 16 juin 1950 à Saint-Raphaël (Var), en France, est la fille aînée de Ferdinand de Bourbon-Siciles, qui portait le titre de courtoisie de duc de Castro, prétendant de la lignée des ducs de Castro (branche cadette issue de la maison de Bourbon-Siciles) au trône des Deux-Siciles, et de son épouse Chantal de Chevron-Villette.
Béatrice de Bourbon des Deux-Siciles a épousé en 1978 Charles Bonaparte, duquel elle a divorcé en 1989. Le frère cadet de Béatrice, Charles, est l'actuel duc de Castro et l'un des prétendants à la succession royale sicilienne.

## Biographie
Béatrice de Bourbon des Deux-Siciles épouse Charles Bonaparte, fils aîné du prince Louis Napoléon (1914-1997) et d’Alix de Foresta, le 19 décembre 1978 à Paris (France). Charles est l’arrière-arrière-petit-neveu de l’empereur Napoléon Ier des Français, fondateur de la maison impériale de France. Le couple divorce en 1989.
Du mariage de Béatrice et de Charles sont nés deux enfants qui reçoivent le traitement de courtoisie d'altesses impériales :
1. Caroline Marie Constance Napoléon Bonaparte, dite Caroline Napoléon, née le 24 octobre 1980, diplômée de l’European Business School de Paris, épouse le 19 septembre 2009 à Castellabate nel Cilento, Italie, Éric Quérénet-Onfroy de Breville, né le 20 juin 1971. Ils ont deux enfants :
  1. Elvire Quérénet-Onfroy de Breville, née en 2010,
  2. Augustin Quérénet-Onfroy de Breville, né en avril 2013.
2. Jean-Christophe Albéric Ferdinand Napoléon Bonaparte, dit Jean-Christophe Napoléon, Napoléon-Jérôme Bonaparte, né le 11 juillet 1986, diplômé de HEC Paris, conseiller à la banque d’affaires Morgan Stanley. Le 19 octobre 2019, il épouse la comtesse Olympia Elena Maria von und zu Arco-Zinneberg (née à Munich le 4 janvier 1988).

À la suite du décès d'Isabelle d'Orléans-Bragance, comtesse de Paris, en 2003, Béatrice de Bourbon des Deux-Siciles est choisie pour lui succéder à la présidence du jury du prix Hugues-Capet.
Le 6 avril 2006, elle publie en collaboration avec Cyrille Boulay un album de souvenirs intitulé Votre mariage royal.
En août 2012, elle apparaît dans une des émissions de Secrets d'Histoire, présentée par Stéphane Bern et consacrée à la reine Marie-Caroline d'Autriche, reine de Naples et de Sicile.

## Titres et décorations

### Titulature de courtoisie
- 16 juin 1950 - 19 décembre 1978 : Son Altesse Royale la princesse Béatrice de Bourbon des Deux-Siciles
- 19 décembre 1978 - 2 mai 1989 : Son Altesse Impériale et Royale la princesse Béatrice Napoléon Bonaparte
- depuis le 2 mai 1989 : Son Altesse Royale la princesse Béatrice de Bourbon des Deux-Siciles

### Décorations
Royaume des Deux-Siciles
| Ordre sacré et militaire constantinien de Saint-Georges | Dame grand-croix de justice de l'ordre sacré et militaire constantinien de Saint-Georges, grand préfet de l'Ordre, présidente de la commission royale héraldique magistrale |

 Ordre souverain de Malte
| Ordre pro Merito Melitensi | Grand-croix de l'ordre pro Merito Melitensi (14 janvier 2019) |